# Bánki Donát Műszaki Főiskola
A Bánki Donát Műszaki Főiskola a magyar gépészmérnöki főiskolai oktatás egyik legjelentősebb intézménye volt, mely 2000-től a Budapesti Műszaki Főiskola, majd 2010-től az Óbudai Egyetem Bánki Donát Gépész és Biztonságtechnikai Mérnöki Karaként él tovább. Az épületkomplexum eredeti neve Magyar Királyi Technológiai Iparmúzeum és Magyar Királyi Állami Felső Építő Ipariskola volt. Múzeum ma már nem működik az épületben, az Iparmúzeum jogutódja a Magyar Műszaki Múzeum, amelyet később a Közlekedési Múzeumba beintegrálva hozták létre a Magyar Műszaki és Közlekedési Múzeumot.
A Bánki alapvető oktatási profilja az erős informatikai alapokra épülő gépészmérnök- (magyarul és németül), had-, biztonságtechnikai mérnök, mechatronikai mérnök (magyarul és angolul) és műszaki szakoktató – valamint a gépipari mérnökasszisztens-képzés, továbbá a gyakorlati oktató és a munkavédelmi mérnökasszisztens képzése.

## Épülete
Az Ipartanoda épületegyüttese 1887–1888-ban épült fel a mai József körút – Népszínház utca – Csokonai utca által határolt telken. Tervezője Hauszmann Alajos volt, az építési munkálatokat Fekete Elek vezette. A telekre az iskola mellett technológiai múzeum is épült ugyancsak Hauszmann tervei alapján. A komplexum eredetileg 4 épületből állt. Nyerstégla stílusa erősen elüt a körút palotáinak díszes homlokzataitól.
A (I.) technológiai múzeum a telek József körúti oldalára, az (II.) állami ipariskola a Népszínház utcai oldalára épült.
Az (II.) iskola puritán, nyerstégla homlokzatot kapott. Aránytalan, szűk vesztibült és több részből álló tanműhelyt alakítottak ki hozzá. Helyét a korabeli leírások szerint nem szerencsésen választották meg, mert zajos főút mellett építették fel, ráadásul rajztermei kizárólag déli világosságot kaptak. Az iskolai részen belül különböző (fa-, fém- és vegyipari-) szakosztályok helységeit, illetve olvasó szobát alakítottak ki. A könyvtárszoba a múzeummal közös használatú volt.
A (I.) múzeumi részt a hazai ipar fellendítésére építették. A világos alaprajzú épület kifelé szép loggiákba nyílik, a homlokzat az iskolához hasonlóan itt is nyerstégla borítású gazdag majolika (terrakotta) díszítéssel. A szép arányokban pompás épület alkotásában és díszítésében a korabeli berlini építkezési móddal mutat rokonságot. A technológiai múzeum részei a lépcsőház, a gyűjteménytermek, és az olvasóterem voltak.
A telek Csokonai utcai oldala kezdetben nem teljesen épült be, csak távolabb, egy – az iskolai résszel nem érintkező – (III.) épületet húztak fel itt, ahol a gépészeti- és a kovácsműhely mellett szolgalakás, a művezetők szobája, és raktárak kaptak helyet. A telek udvari részére is épült egy (IV.) épület; ebben lokomobil-fészer, kazánház, és gépház került kialakításra.
1900–1902 között az épületeket kibővítették.

## Történelme
Az iskolát 1879-ben Budapesti Állami Közép-Ipartanodaként alapították meg. A kiegyezést követő ipari és gazdasági fellendülés igényelte a középszintű szakembergárda nevelését, művezetők képzését, és időszerűvé vált az iparosok továbbképzése. E kettős célt szolgálta a Trefort Ágoston vallás- és közoktatási miniszter által létesített Budapesti Állami Közép-Ipartanoda, amely 1898-tól Magyar Királyi Állami Felső-ipariskolaként működött.
A Felsőipariskola, a Technológia – ahogy nemzetközileg is ismertté vált – a magas színvonalú elméleti és gyakorlati képzést végzett. A Hauszmann Alajos által tervezett, a Pesti Napló Krónikása szerint „a magyar iparügy palotájának” nevezett épületben a korszak legkiválóbb tanárai adták át tudásukat a fiataloknak (közöttük is kiemelkedett Petrik Lajos, Jalsoviczky Géza, Edvi Illés Aladár, Faragó Ödön, Lencz Ödön, Arany Dániel személye). Az iskola első igazgatója Hegedűs Károly volt. A tanítványok közül világhírre tett szert Galamb József, a FORD T autómodell tervezője.
Az iskola az 1900-as párizsi világkiállításon „Grand Prix” díjat nyert, és az 1906-os milánói világkiállítás megrendezésében és a kiállítási tárgyak elkészítésében is sikereket könyvelhetett el.
A 19-20. század fordulója utáni években – talán éppen az elért eredmények hatására – rohamosan növekedett a jelentkezők és a felvételt nyert és a végzett tanulók száma.
1914 és 1916 között a háborús események miatt az intézet gépészeti műhelyei lövedékeket készítettek a hadsereg számára.
Az 1929-es nagy gazdasági világválság az iskolára is nagymértékben kihatott. Óriási anyagi gondok között, adományok segítségével folyt az oktatás tovább. A lassan megindulni látszó fejlődést félbeszakította az újabb háború.
A második világháborút követő oktatási reformok eredményeképpen az iskola gépipari középiskolaként végzett oktató-nevelő tevékenységet. Az iskola az alapításának 75. évfordulóján az intézmény ünnepélyes keretek között vette fel a 20. század egyik legkiemelkedőbb hazai gépészmérnöke, a József Műegyetem nemzetközi hírű professzora Bánki Donát nevét.
Az 1969-es főiskolai rangot adományozó törvényerejű rendelet értelmében a főiskola feladata: a gépipari gyártás műszaki előkészítésének, a gyártási folyamatok tervezésének, az egyszerűbb gyártóeszközök tervezésének és gyártásának, a gyártó-szerelő üzemek és gépi berendezései üzemeltetésének irányítására alkalmas műszaki szakemberek képzése.
Az intézmény 1991-től – a képzési profil szélesítésével – a nevét Bánki Donát Műszaki Főiskolává módosította, s a kor igényeihez igazodó szakok indításával, a tantervek folyamatos korszerűsítésével biztosítja, hogy a mérnökök széles szakmai tájékozottsággal, korszerű ismeretekkel rendelkezzenek.
Az Országgyűlés a felsőoktatási intézményhálózat átalakításáról hozott 1999. évi LII. törvényének megfelelően a Bánki Donát Műszaki Főiskola, a Kandó Kálmán Műszaki Főiskola és a Könnyűipari Műszaki Főiskola integrációjával 2000. január 1-jével megalakult a Budapesti Műszaki Főiskola.
A Bánki a Budapesti Műszaki Főiskola Gépészmérnöki Főiskolai Karaként hét éven keresztül képezte a tanulni vágyó fiatalokat. A feladatok és a képzési rendszer változását követve 2007. január 1-jével a kar neve Bánki Donát Gépész és Biztonságtechnikai Mérnöki Kar lett.
A MAB 2009-ben akkreditálta a Budapesti Műszaki Főiskola Alkalmazott Informatikai Doktori Iskoláját, ezzel a főiskola teljesítette az egyetemmé válás utolsó feltételét is, így az Országgyűlés határozata alapján 2010. január 1-jétől Óbudai Egyetem néven dolgozik tovább.

## Képtár

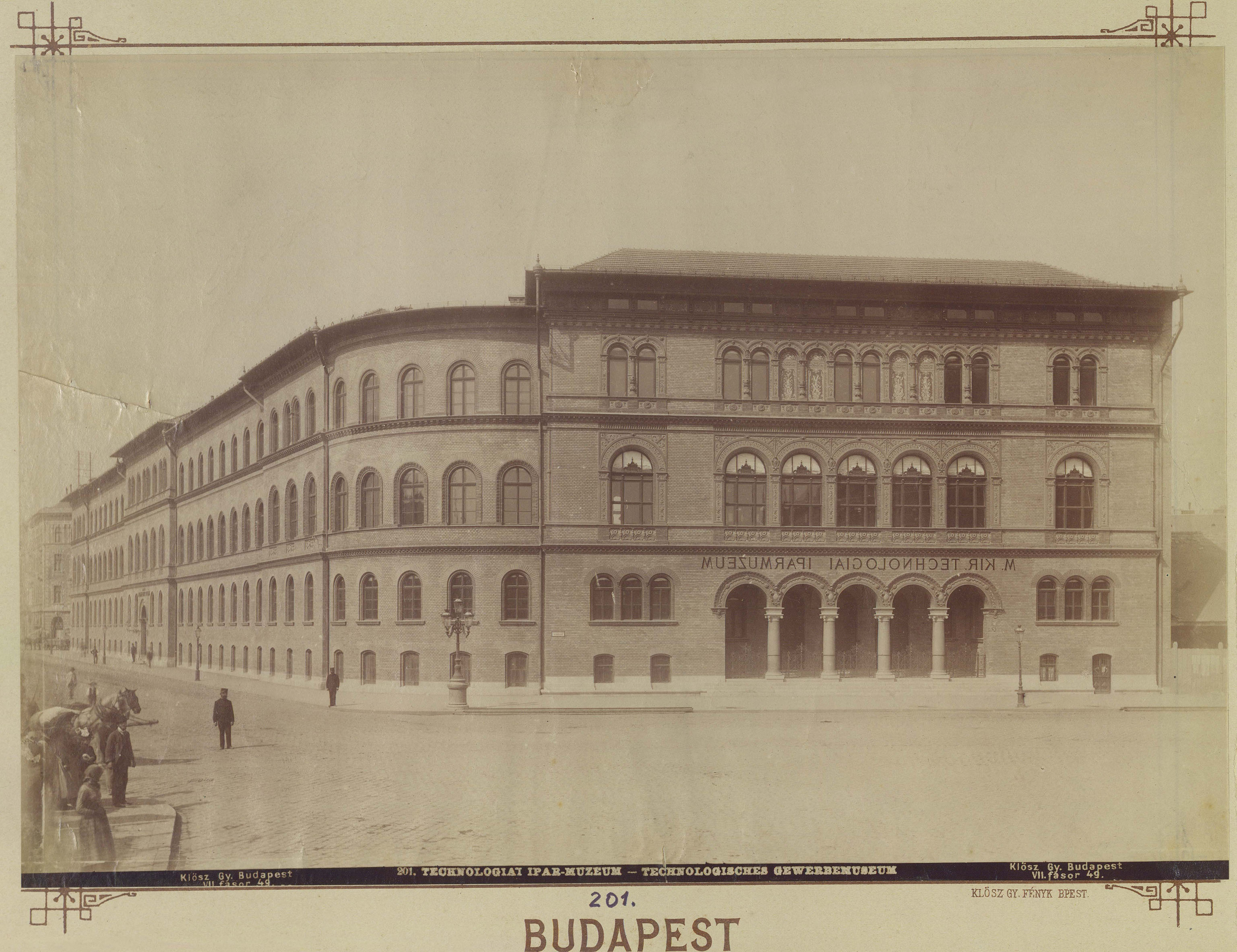
1889 körüli felvétel
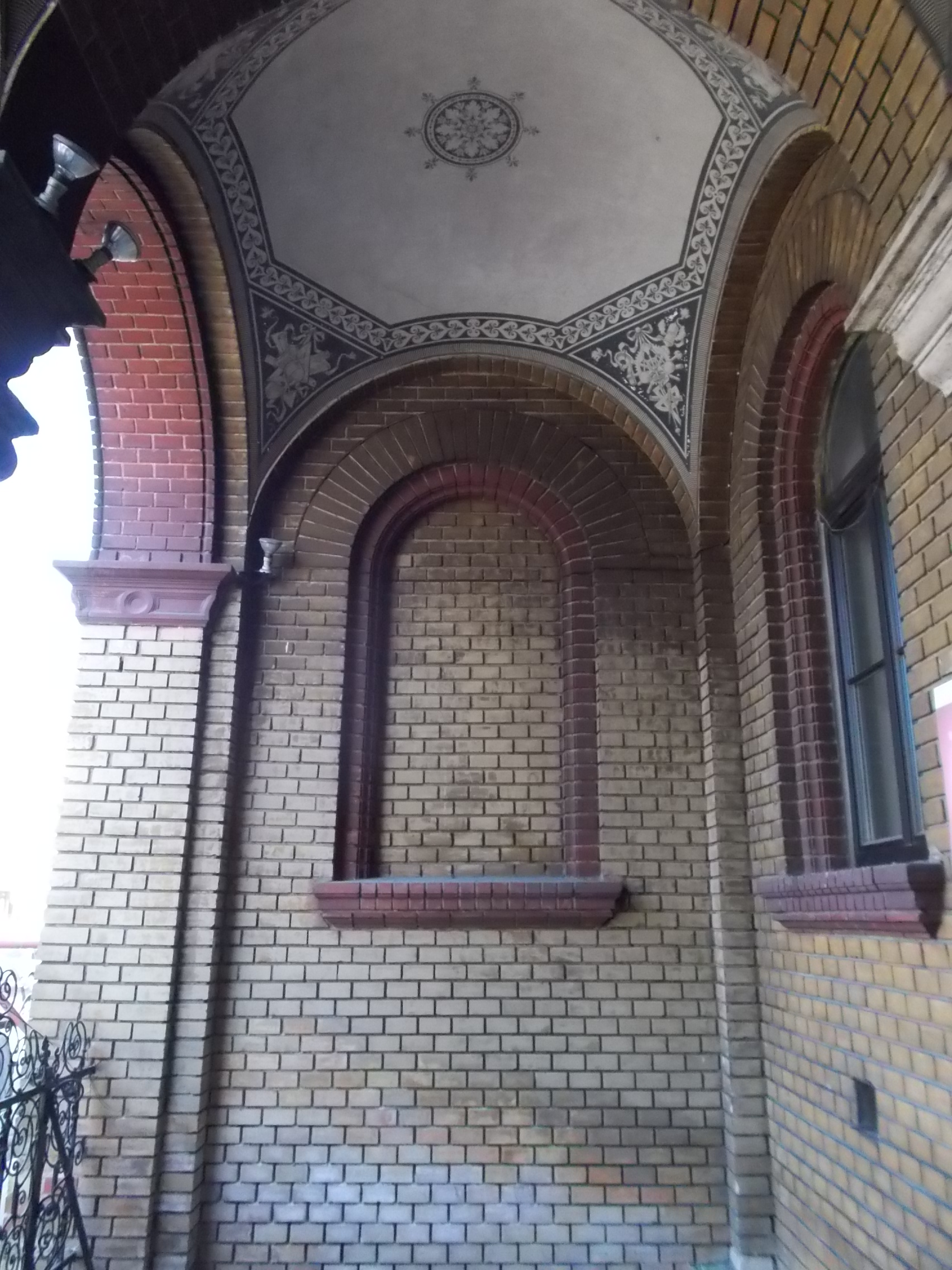
részletek
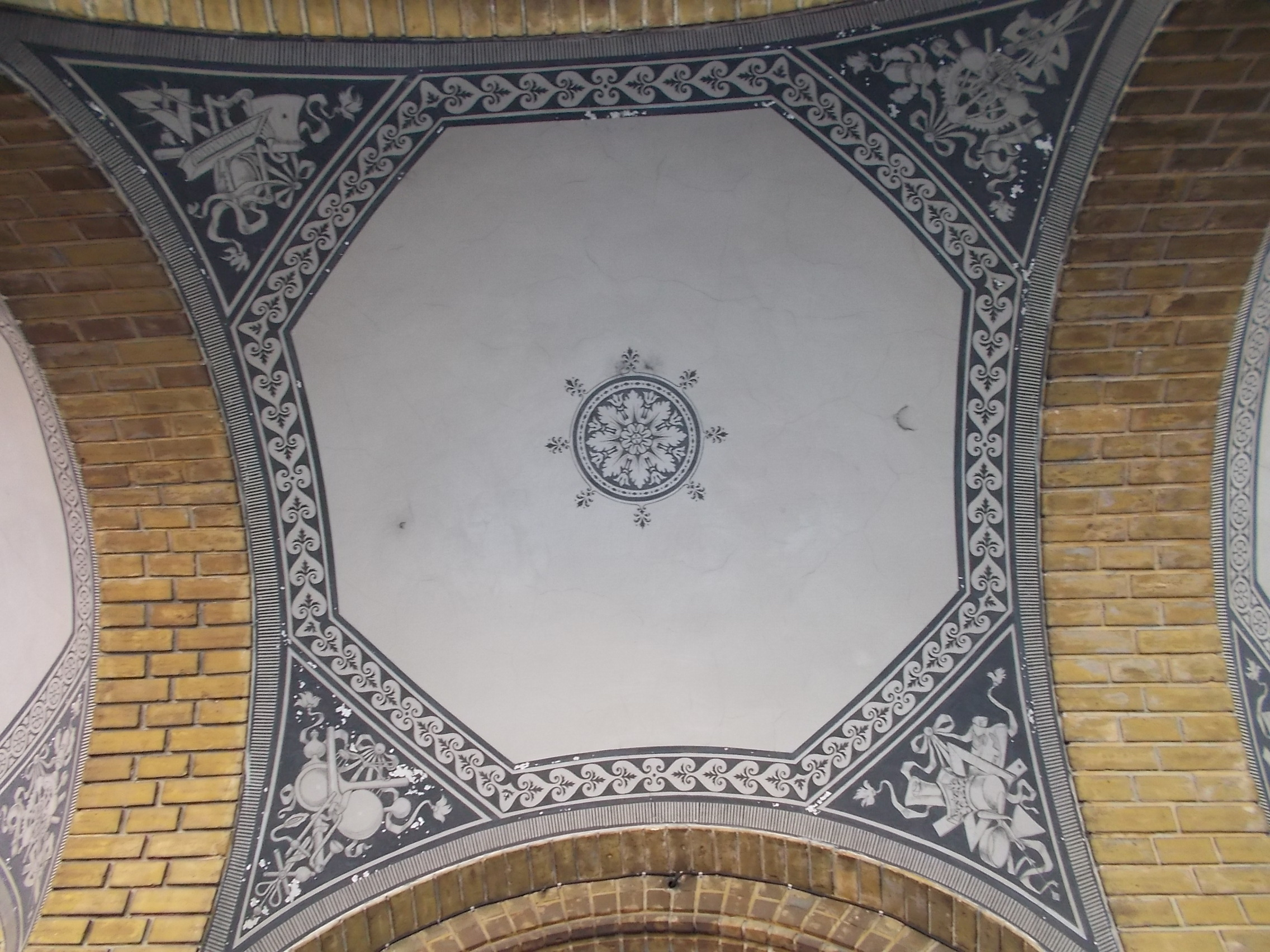
részletek
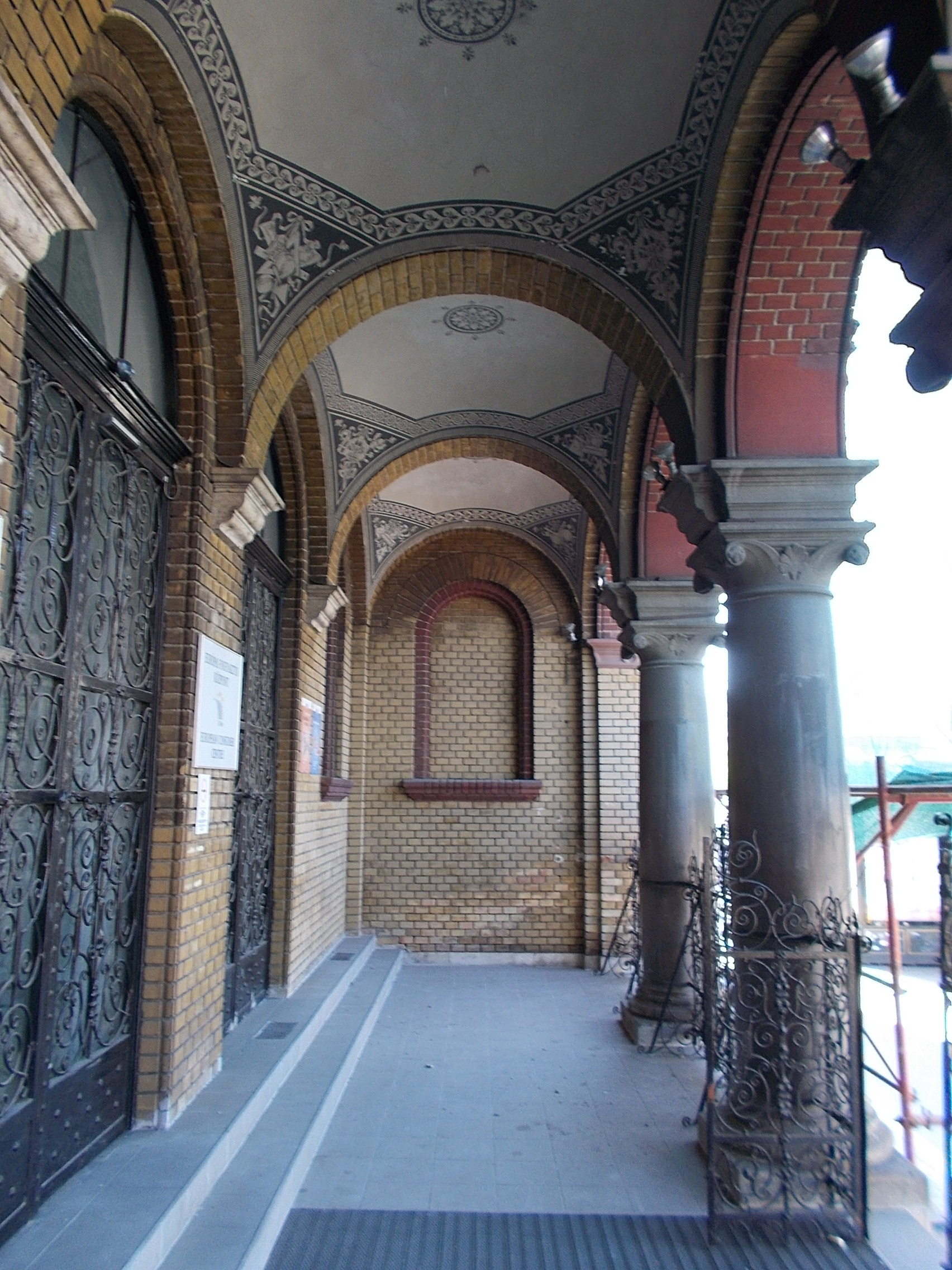
részletek
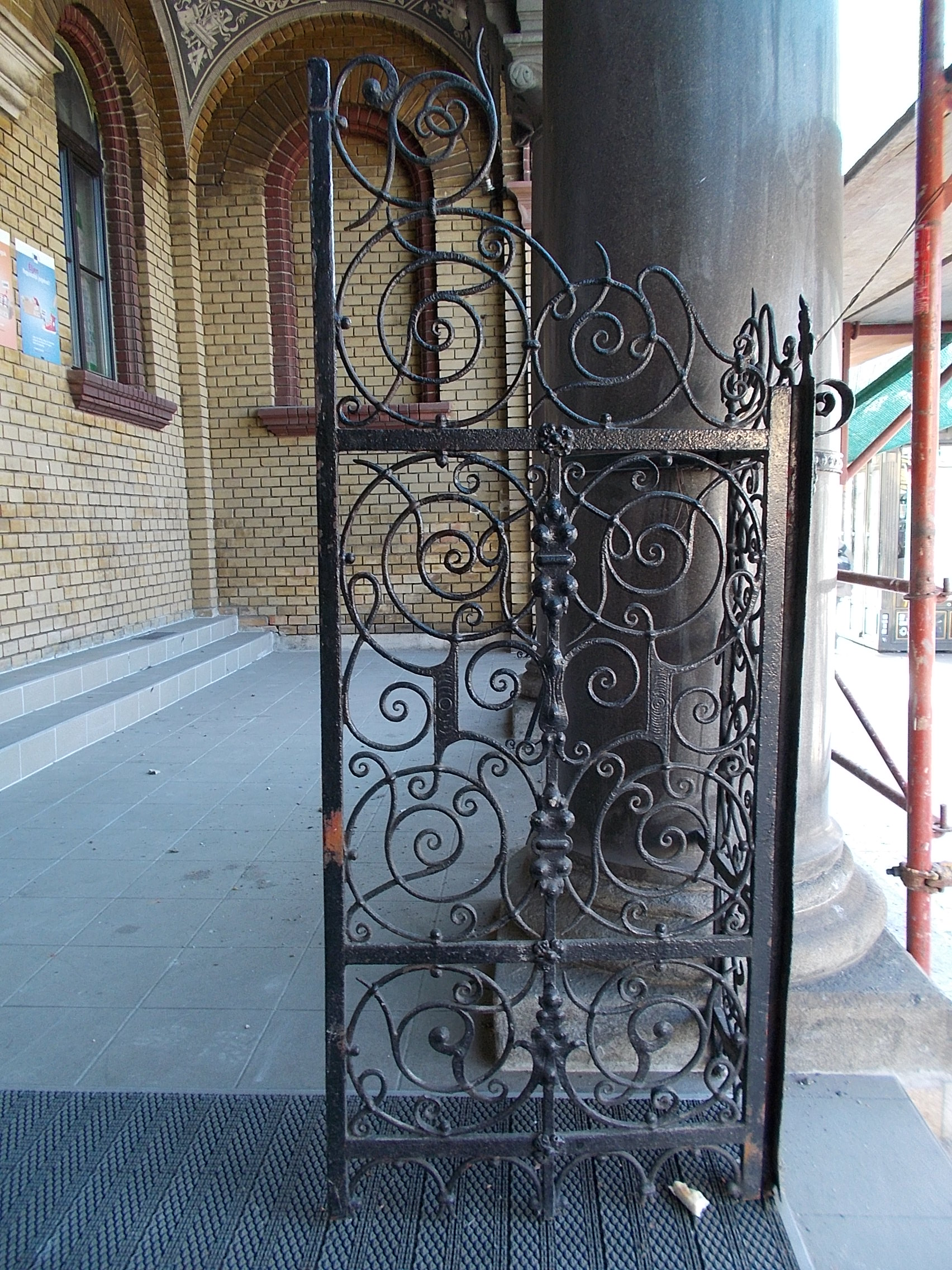
részletek